# Bataille de Champagne (1918)
Pour les articles homonymes, voir Bataille de Champagne.
Première Guerre mondiale
Batailles
Front d'Europe de l’Ouest
- Liège (8-1914)
- Namur (8-1914)
- Frontières (8-1914)
- Anvers (9-1914)
- Grande Retraite (9-1914)
- Marne (9-1914)
- Course à la mer (9-1914)
- Yser (10-1914)
- Messines (10-1914)
- Ypres (10-1914)
- Givenchy (12-1914)
- 1re Champagne (12-1914)
- Hartmannswillerkopf (1-1915)
- Neuve-Chapelle (3-1915)
- 2e Ypres (4-1915)
- Colline 60 (4-1915)
- Artois (5-1915)
- Festubert (5-1915)
- Quennevières (6-1915)
- Linge (7-1915)
- 2e Artois (9-1915)
- 2e Champagne (9-1915)
- Loos (9-1915)
- Verdun (2-1916)
- Redoute Hohenzollern (3-1916)
- Hulluch (4-1916)
- 1re Somme (7-1916)
- Fromelles (7-1916)
- Arras (4-1917)
- Vimy (4-1917)
- Chemin des Dames (4-1917)
- 3e Champagne (4-1917)
- 2e Messines (6-1917)
- Passchendaele (7-1917)
- Cote 70 (8-1917)
- 2e Verdun (8-1917)
- Malmaison (10-1917)
- Cambrai (11-1917)
- Bombardements de Paris (1-1918)
- Offensive du Printemps (3-1918)
- Lys (4-1918)
- Aisne (5-1918)
- Bois Belleau (6-1918)
- 2e Marne (7-1918)
- 4e Champagne (7-1918)
- Château-Thierry (7-1918)
- Le Hamel (7-1918)
- Amiens (8-1918)
- Cent-Jours (8-1918)
- 2e Somme (9-1918)
- Bataille de la ligne Hindenburg
- Meuse-Argonne (10-1918)
- Cambrai (10-1918)

Front italien
Front d'Europe de l’Est
Front des Balkans
Front du Moyen-Orient
Front africain
Bataille de l'Atlantique
La quatrième bataille de Champagne, (en allemand, « Friedensturm ») ou bataille de Reims, est une bataille qui s'est déroulée principalement du 15  au 18 juillet 1918, dans le nord-est de la France, vers la fin de la Première Guerre mondiale. Elle constitue la dernière grande offensive allemande sur le front occidental. L'OHL se fixe comme objectif, avec cette offensive, de conquérir de meilleures positions défensives, propices à stopper les attaques alliées. Lancée le 15 juillet 1918 avec une gigantesque préparation d'artillerie, cette offensive échoue dès le premier jour, tandis qu'une attaque de flanc, menée par les Alliés à partir du 18 juillet, remet en cause les capacités offensives des unités rassemblées par le commandement allemand au début du mois de juillet.

## Contexte
La dernière grande offensive allemande s'inscrit dans un contexte global plutôt défavorable aux puissances centrales ; en effet, en cet été 1918, celles-ci sont en difficulté sur les principaux théâtres d'opérations.

### Le front français
Pressés d'en finir et hypnotisés, comme en 1914, par Paris, qu'ils menacent à la fois par la vallée de l'Oise au nord, par les vallées de l'Ourcq et de la Marne, à l'est, les Allemands décident d'une nouvelle offensive de grande envergure, destinée dans un premier temps à renforcer leurs positions défensives et stopper les attaques alliés, et, dans un second temps, à emporter la décision finale.

### Autres fronts
De plus, après l'échec austro-hongrois sur le Piave, cette offensive constitue la dernière occasion pour les armées des puissances centrales de tenter de peser sur le sort du conflit.
Dans le même temps, les Bulgares épuisés tiennent le front de Macédoine tandis que l'Armée d'Orient prépare une offensive de rupture dans la vallée du Vardar.
Parallèlement à cette situation, les Ottomans multiplient les initiatives aventureuses dans le Caucase et en Mer Noire, mais cèdent du terrain en Palestine et en Irak devant des unités britanniques entreprenantes.

## Préparation
Moins excessif que son empereur, Ludendorff, responsable de la conduite des opérations, souhaite surtout par cette offensive obliger les Alliés à accepter l'ouverture de pourparlers de paix avant l'intervention massive des troupes américaines et mettre ainsi l'Allemagne dans une situation favorable pour les futures négociations.
Ludendorff projette, par une attaque frontale, de séparer les armées alliées du nord de celles de l'est, en tournant d'une part, Verdun par Sainte-Menehould et la vallée de l'Aisne supérieure, d'autre part, Reims et la Montagne de Reims par la vallée de la Marne. Cette opération est aussi destinée à se rapprocher d'Abbeville, place stratégique pour l'approvisionnement de l'armée britannique.

### Prévisions alliées
Dès le 1er juillet, Foch, le généralissime allié, envisage une offensive allemande en Champagne, destinée à mettre à mal les lignes de ravitaillement franco-anglaises.
Souhaitant contrer cette attaque, le commandement allié prépare la défense en évacuant la première ligne, puis en planifiant une contre-attaque de flanc contre les unités allemandes avancées. Pour disposer de la masse de manœuvre nécessaire à cette opération, les Français concentrent, en liaison avec les Britanniques, plusieurs divisions dans la forêt de Villers-Cotterêts.

### Importance de l'offensive allemande
Le 15 juillet, Guillaume II assiste à la gigantesque préparation d'artillerie qui précède l'offensive,.

## Bataille de Prosnes-Massiges

### Forces en présence
Gouraud (4e armée)
- 14 divisions (7 en première ligne, 7 en réserve)
- 4e corps d'armée
  - 163e DI, 124e DI, 132e DI
- 8e corps d'armée
  - 16e DI
- 21e corps d'armée
  - 13e DI, 43e DI, 170e DI
- 161e DI

 von Einem (3e armée)
- 15 divisions (+ 10 en réserve)

### Déroulement
Renseigné depuis le 7 juillet qu'il serait attaqué d'un moment à l'autre, Gouraud a préparé une deuxième ligne de défense à deux kilomètres en arrière, et recherche des renseignements de terrain en ordonnant le coup de main du Mont-sans-Nom ; ce dernier est un succès et des prisonniers révèlent que la préparation d'artillerie commencera à minuit dix, ainsi que des positions de tir. En conséquence, une demi-heure avant la préparation allemande, les Français déclenchent un tir de contre-batteries qui sème la confusion dans les troupes se préparant à l'assaut.
Celui-ci est donné le 15 juillet 1918, à 4 h 45, accompagné d'un barrage roulant. Les premières tranchées françaises sont abordées sous le feu de nombreuses mitrailleuses, mais elles sont aux trois-quarts inoccupées, les défenseurs s'étant repliés comme prévu. L'assaut se poursuit sous un violent tir de barrage, débuté en réaction à la préparation allemande. Ce tir de barrage oblige les troupes allemandes à s'abriter dans les abris évacués mais piégés à l'ypérite. Les tanks d'accompagnement sautent sur les cordons d'explosifs disposés sur leur passage.
Arrivés sur les secondes positions intactes et renforcées, les bataillons d'assaut ne peuvent forcer les lignes sans l'appui de l'artillerie lourde. Les troupes d'exploitation qui suivent la percée sont décimées par la mitraille de l'artillerie au terme de quatre jours de violents combats.
Le 16 juillet, après un dernier assaut repoussé, les troupes de Gouraud regagnent les positions abandonnées quelques jours plus tôt.

## Bataille de la Montagne de Reims
Berthelot (5e armée)
- 11 divisions dont 3 américaines
- 1er corps d'armée colonial
  - 2e DIC, 3e DIC, 10e DIC, 134e DI
- 2e corps d'armée italien
  - 3e et 8e division

 von Mudra (1re armée)
- 15 divisions en première ligne
- 7 divisions en soutien

### Déroulement
Renonçant à tourner Reims par l'est, Ludendorff va chercher à déborder la montagne de Reims par le sud. Il lui faut un succès à tout prix.
Il tente une manœuvre périlleuse, dictée autant par la témérité que par la méconnaissance des ressources alliés qu'il croit épuisées, et va s'acharner en direction d'Épernay. Ludendorff jette ses troupes sans compter, s'efforçant ainsi d'atteindre le but fixé. Il lance par cinq fois, en cinq endroits différents, de grosses attaques, mais dans l'ensemble, il est repoussé.
Entre le 11 et le 13 juin 1918, le 2e corps d'armée italien a été déployé le long de la rivière Ardre (Marne), intégré dans la Ve armée française. Le général Albricci établit son état-major à Hautvillers. À partir du 14 juillet, lors des violents combats de Bligny, les troupes italiennes parviennent à stopper l'offensive au prix de 4 000 morts et 4 000 prisonniers, empêchant l'armée allemande de s'emparer de son objectif sur ce secteur du front, à savoir la ville d'Épernay.

- 15 juillet : 
  - Prise du fort de la Pompelle, une partie du Mont de Bligny et premières pentes de la Montagne de Reims
- 16 juillet : 
  - Poussée en direction d'Épernay
  - Dans la vallée de l'Ardre, Ludendorff doit même se défendre contre des retours offensifs.
- 17 juillet : 
  - Situation stationnaire

## Offensive sur la Marne

### Forces en présence
Degoutte (6e armée)
- 8 divisions (20e DI, 73e DI, 51e DI, 125e DI...) dont 3 américaines (26e DI...)
- 3e corps d'armée

 von Boehn (7e armée)
- 16 divisions en première ligne
- 14 divisions en réserve

### Déroulement

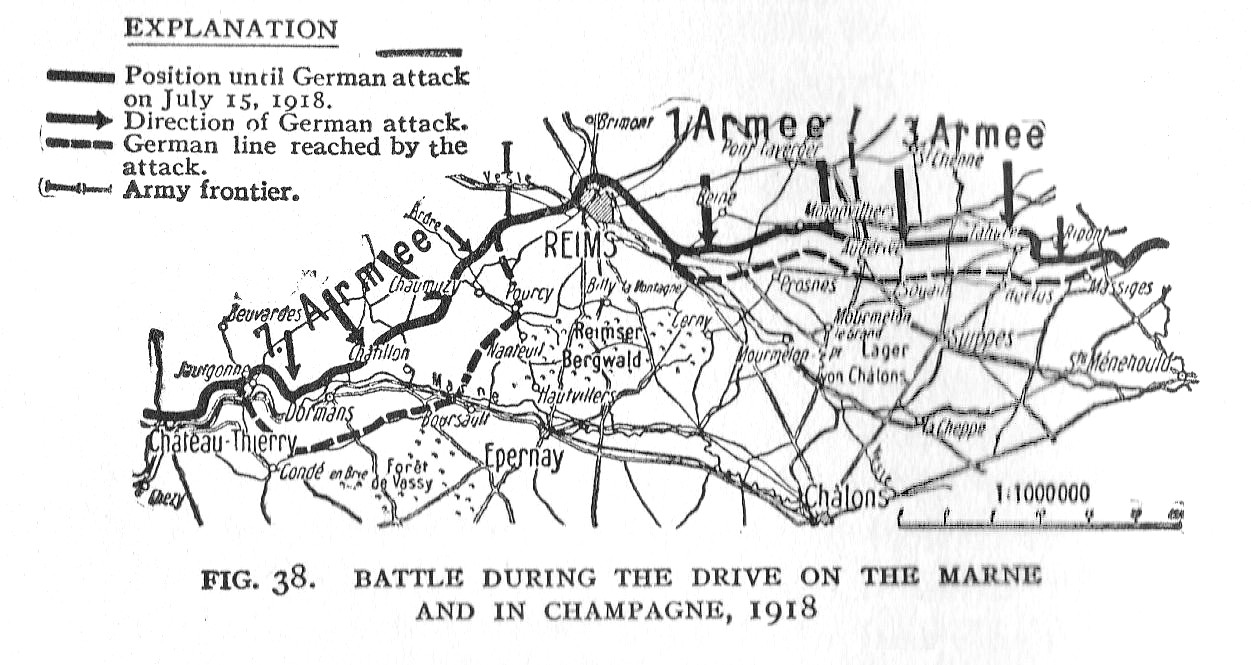
Carte.

La VIIe armée allemande, avec le soutien de la IXe armée du général Eben, attaque sur un front de 30 km et perce la 6e armée française du général Jean-Marie Degoutte, pour atteindre la Marne entre Château-Thierry et Épernay.
Pendant toute la journée du 15 juillet, malgré les épais rideaux de fumée qui les dissimulent, les avions alliés repèrent les ponts jetés sur la Marne et les bombardent à faible altitude. Ils en détruisent plusieurs et précipitent les troupes et les convois dans la rivière. Ensuite, ils attaquent à la mitrailleuse les troupes qui ont débouché sur la rive sud. Trente passerelles moins vulnérables sont installées.
- Franchissement de la Marne en deux endroits (Poche de 15 km sur 5 de profondeur)

Cependant les attaques de la IXe armée française sous les ordres du général Antoine de Mitry, soutenue par les forces britanniques et américaines, empêchent les Allemands d'exploiter leurs têtes de pont sur la Marne.
Le 17, le chef d'état major général adjoint Ludendorff doit admettre que son offensive a été arrêtée dans sa lancée.

## Conséquences
L'échec essuyé par les armées allemandes en Champagne entraîne non seulement des conséquences sur le front français, mais également sur l'ensemble des autres fronts tenus par les troupes des puissances centrales.

### Bilan militaire
Malgré un léger avantage tactique acquis au sud-ouest de Reims et sur la Marne, l'offensive de Ludendorff a complètement échoué en Champagne ; il va essayer de se rétablir en faisant tomber la Montagne de Reims et en marchant sur Epernay. Mais Foch déclenche son offensive le 18 juillet, gagne la seconde bataille de la Marne, obtenant ainsi son bâton de maréchal.
De plus, face aux armées alliées déployées sur un large front, le commandement allemand ne peut que mettre en avant l'« énergie » et l'allant des unités engagées dans les combats, tandis que la ligne de chemin de fer ravitaillant l'offensive allemande se trouve pratiquement sous le feu de l'artillerie alliée.

### Suites politiques
À la suite de cette offensive avortée des forces des puissances centrales, la dernière de grande envergure, les responsables, tant de l'Entente que des puissances centrales, en tirent des enseignements différents.
Ainsi, l'OHL, le haut-commandement allemand, est obligé de reconnaître son échec, et, dans un échange avec Guillaume II du 2 septembre 1918, Erich Ludendorff considère le 18 juillet comme le jour où la défaite du Reich a été consommée. Cependant, interrogé après l'échec de l'offensive par les responsables militaires du Reich, le premier quartier-maître général ne songe pas, seul au sein de l'état-major allemand, à abandonner définitivement ses offensives massives sur le front de l'Ouest.
En dépit de cet aveu d'impuissance et de cette défaite majeure, le gouvernement du Reich continue de maintenir l'effort de guerre en vue d'une victoire sans appel. À l'inverse, du côté des alliés, on sent le camp adverse épuisé et que la victoire se rapproche.

## Décoration
- L'AISNE-REIMS 1918, CHAMPAGNE 1918, PROSNES 1918  sont inscrits sur le drapeau des régiments cités lors de cette bataille.